# Newton, Lincolnshire
Newton är en by i civil parish Newton and Haceby, i distriktet North Kesteven, i grevskapet Lincolnshire, i England. Byn är belägen 14 km från Grantham. Newton var en civil parish fram till 1931 när blev den en del av Newton and Haceby, Aunsby and Dembleby och Osbournby. Civil parish hade 165 invånare år 1921. Byn nämndes i Domedagsboken (Domesday Book) år 1086, och kallades då Neutone.